# Sieć dziwna
Sieć dziwna (łac. rete mirabile ‘sieć cudowna’) – struktura, w której tętnica lub żyła rozgałęzia się w naczynia włosowate, które z powrotem łączą się w naczynie krwionośne tego samego typu, z którego powstały. Sieć składającą się z tętnic i naczyń włosowatych występuje w ciałku nerkowym. Sieć dziwna składająca się z żyły i naczyń włosowatych (np. w wątrobie albo przysadce mózgowej) jest często nazywana krążeniem wrotnym.
Różne sieci dziwne tworzą:
- systemy regulacji stężenia niektórych gazów w pęcherzach pławnych i oczach wielu ryb[1][3];
- systemy wymienników przeciwprądowych w mięśniach tuńczyków[1][3], makreli[1] oraz niektórych rekinów, skórze waleni, a także w proksymalnych częściach kończyn wodnych ptaków i ssaków[1][3].